# Уљановска област
Уљановска област (рус. Ульяновская область) је конститутивни субјект Руске Федерације са статусом области на простору Поволшког федералног округа у европском делу Русије.
Административни центар области је град Уљановск.

## Етимологија
Област носи име по административном центру, граду Уљановску. Указом цара Алексеја Михајловича, град је основан 1648. године, под именом Синбирск, касније Симбирск.
Године 1924. комунисти су у част Владимира Уљанова Лењина, који је рођен у овом граду, преименован Симбирск у Уљановск. Бивши градоначелник овог града је 2008. године покренуо иницијативу за повратак старијег имена града.

## Становништво
| 1989.     | 2002.     | 2010.     |
| --------- | --------- | --------- |
| 1,400,806 | 1,382,811 | 1,292,799 |